# Pujada a Arrate
La Pujada a Arrate (en castellà Subida a Arrate, en euskera Arrateko Igoera) fou una competició ciclista d'un sol dia que es disputà a Euskadi entre 1941 i 1986. A partir d'aquell any la cursa es fusionà amb el Gran Premi de la Bicicleta Eibarresa, que passà a anomenar-se Bicicleta Basca.

## Palmarès
| Any       | Vencedor                | Segon                       | Tercer                        |
| --------- | ----------------------- | --------------------------- | ----------------------------- |
| 1941      | Pedro Zugasti           | Martín Mancísidor           | Agustin Uribe                 |
| 1942      | Martín Mancísidor       | Martín Abadía               | Felix Vidaurreta Garcia       |
| 1943      | Martín Mancísidor       | José Gandara                | Felix Vidaurreta Garcia       |
| 1944      | Martín Mancísidor       | José Gandara                | Felix Vidaurreta Garcia       |
| 1945      | José Gandara            | José Gutierrez              | Fermín Trueba                 |
| 1946      | Martín Mancísidor       | Sotero Lizarazu             | Miguel Lizarazu               |
| 1947      | Miguel Lizarazu         | Hortensio Vidaurreta        | Felix Vidaurreta Garcia       |
| 1948      | Miguel Lizarazu         | Hortensio Vidaurreta        | Joaquim Filba                 |
| 1949      | Jesús Loroño            | Josep Serra i Gil           | Emilio Rodríguez Barros       |
| 1950      | Manuel Rodríguez Barros | Julio San Emeterio Albascal | Juan Espín                    |
| 1951      | Manuel Rodríguez Barros | Julián Aguirrezabal         | Jesús Loroño                  |
| 1952      | Hortensio Vidaurreta    | Jesús Loroño                | Manuel Rodríguez Barros       |
| 1953      | Julián Aguirrezabal     | Jesús Loroño                | Cosme Barrutia                |
| 1954      | Óscar Elgezabal         | Antón Barrutia              | Julio San Emeterio Albascal   |
| 1955      | Antón Barrutia          | Fausto Iza                  | Ponciano Arbelaiz             |
| 1956      | Antón Barrutia          | Antoni Gelabert Amengual    | Carmelo Morales Erostarbe     |
| 1957      | José Mitxelena          | Carmelo Morales Erostarbe   | Manuel Rodríguez Barros       |
| 1958      | Federico Bahamontes     | Benigno Aspuru              | Joan Bibiloni Frau            |
| 1959      | Federico Bahamontes     | Jesús Loroño                | Carmelo Morales Erostarbe     |
| 1960      | Federico Bahamontes     | Valentin Huot               | Jesús Loroño                  |
| 1961      | Federico Bahamontes     | Ventura Díaz Arrey          | Jesús Loroño                  |
| 1962      | Federico Bahamontes     | Julio Jiménez               | Esteban Martín Jiménez        |
| 1963      | Juan José Sagarduy      | Federico Bahamontes         | Jacques Anquetil              |
| 1964      | Joaquim Galera          | Francisco Gabica            | Eusebio Vélez Mendizábal      |
| 1965      | Julio Jiménez           | Federico Bahamontes         | Angelino Soler i Romaguera    |
| 1966      | Raymond Poulidor        | Eusebio Vélez Mendizábal    | Juan José Sagarduy            |
| 1967      | Eduardo Castelló        | Ventura Díaz Arrey          | Jaime Fullana Rosselló        |
| 1968      | Raymond Poulidor        | Domingo Fernández           | Eusebio Vélez Mendizábal      |
| 1969      | Domingo Fernández       | Eduardo Castelló            | Luis Ocaña                    |
| 1970      | Joaquim Galera          | Eduardo Castelló            | Leif Mortensen                |
| 1971      | Luis Ocaña              | Gabriel Mascaró Febrer      | Andrés Oliva Sánchez          |
| 1972      | Gonzalo Aja             | José Luis Abilleira Balboa  | Herman Vanspringel            |
| 1973      | Santiago Lazcano        | Leif Mortensen              | Francisco Galdós              |
| 1974      | Pedro Torres            | Andrés Oliva Sánchez        | Gonzalo Aja                   |
| 1975      | Francisco Galdós        | Luis Ocaña                  | Santiago Lazcano              |
| 1977      | Carlos Ocaña            | Ismael Lejarreta            | José Nazábal                  |
| 1978      | Faustino Fernández      | Francisco Albelda Tormo     | Albert Zweifel                |
| 1979-1980 | no disputada            | no disputada                | no disputada                  |
| 1981      | Johan de Muynck         | Mariano Martínez            | Graham Jones                  |
| 1982      | Ángel Arroyo            | Faustino Rupérez            | Julián Gorospe                |
| 1983      | Alberto Fernández       | Faustino Rupérez            | Antoni Coll                   |
| 1984      | Stephen Roche           | Iñaki Gastón                | Mariano Sánchez Martínez      |
| 1985      | Iñaki Gastón            | Ángel de las Heras          | Juan Tomás Martínez Gutiérrez |
| 1986      | Iñaki Gastón            | Marino Lejarreta            | Laudelino Cubino              |